# Championnats du monde d'haltérophilie 1938
Navigation
Édition précédente Édition suivante
Les championnats du monde d'haltérophilie 1938 ont lieu à Vienne, en Allemagne nazie, du 21 au 23 octobre 1938.

## Palmarès

### Hommes
| Catégorie | Or                  | Or       | Argent                | Argent   | Bronze                | Bronze   |
| --------- | ------------------- | -------- | --------------------- | -------- | --------------------- | -------- |
| 60 kg     | Georg Liebsch (GER) | 305.0 kg | Attilio Bescapè (ITA) | 300.0 kg | Anton Richter (AUT)   | 297.5 kg |
| 67.5 kg   | Tony Terlazzo (USA) | 350.0 kg | Attia Hamouda (EGY)   | 342.5 kg | Karl Schwitalle (GER) | 332.5 kg |
| 75 kg     | Adolf Wagner (GER)  | 367.5 kg | Rudolf Ismayr (GER)   | 360.0 kg | John Terpak (USA)     | 357.5 kg |
| 82.5 kg   | John Davis (USA)    | 387.5 kg | Fritz Haller (AUT)    | 377.5 kg | Louis Hostin (FRA)    | 372.5 kg |
| +82.5 kg  | Josef Manger (GER)  | 410.0 kg | Steve Stanko (USA)    | 397.5 kg | Arnold Luhaäär (EST)  | 390.0 kg |